# Kamimuria nigriceps
Kamimuria nigriceps és una espècie d'insecte pertanyent a la família dels pèrlids que es troba a Àsia: el Vietnam.